# ويليام راندولف باربي
ويليام راندولف باربي (بالإنجليزية: William Randolph Barbee)‏ هو محامي أمريكي، ولد في 17 يناير 1818، وتوفي في 16 يونيو 1868.